# Annales politiques
Pour les articles homonymes, voir Annales (homonymie).
Les Annales politiques, civiles et littéraires du dix-huitième siècle sont un journal créé en 1777 par Simon-Nicolas-Henri Linguet. Rédigées par de nombreux auteurs, dont Linguet, mais aussi d'Alembert, Nicolas Baudeau ou Voltaire, les Annales politiques paraissent de 1777 à 1792. Pendant l'embastillement de Linguet, en 1781 et 1782, le journal est poursuivi par Jacques Mallet du Pan.
Linguet y attaqua violemment la monarchie dans les années 1780 et suivantes. En septembre 1788, le no 116 de ce journal fut brûlé sur ordre du Parlement de Paris.
À cette époque Linguet publia des articles en l'honneur de l'empereur Joseph II d'Autriche et George III du Royaume-Uni, afin d'obtenir des fonds de leur part. Ces articles envoyèrent Linguet à la guillotine en 1794.

## Sources
- Jean Tulard, Jean-François Fayard et Alfred Fierro, Histoire et dictionnaire de la Révolution française. 1789–1799, Paris, éd. Robert Laffont, coll. « Bouquins », 1987, 1998 [détail des éditions] (ISBN 978-2-221-08850-0)
- « Annales politiques », dans Dictionnaire des journaux[1].

## Liens
Simon-Nicolas-Henri Linguet